# شبكة وريدية ظهرانية لليد
الشبكة الوريدية الظهرانية لليد هي شبكة من الأوردة تتكوّن من مجموعة من الأوردة السنعية الظهرانية.
تتواجد هذه الشبكة على ظهر اليد، وينشأ منها بعض الأوردة مثل الوريد الرأسي، والوريد البازلي.